# Hesperantha brevistyla
Hesperantha brevistyla är en irisväxtart som beskrevs av Peter Goldblatt. Hesperantha brevistyla ingår i släktet Hesperantha och familjen irisväxter. Inga underarter finns listade i Catalogue of Life.